# 循環單位
在趣味數學中，循環單位是由1組成的數如1, 11, 111, 1111等。
1966年，A.H. Beiler稱這類數為repunit，表示repeated unit。
對於n≥1，循環單位可以這樣定義：
{\displaystyle R_{n}^{(b)}={b^{n}-1 \over b-1}\qquad \,\!}
亦可以用遞歸的方法：
{\displaystyle R_{0}=0\,\!}
{\displaystyle R_{n}=bR_{n-1}+1\,\!}
其中{\displaystyle b\,\!}是进位制的底。在這篇文章，循環單位都是指十进制中的。

## 循環單位的平方
{\displaystyle R_{1}\,\!}至{\displaystyle R_{b}\,\!}的循環單位，{\displaystyle R_{n}\,\!}的平方有一個很有趣的性質，它們都會得出由1到{\displaystyle n\,\!}的數字順序組成的回文数。例如十进制中的：
```
        1×1        =        1
       11×11       =       121
      111×111      =      12321
     1111×1111     =     1234321
    11111×11111    =    123454321
   111111×111111   =   12345654321
  1111111×1111111  =  1234567654321
 11111111×11111111 = 123456787654321
111111111×111111111=12345678987654321

```

而上述原則於十進制，只在{\displaystyle n<10\,\!}的情況下才能生效，因為在{\displaystyle n>9\,\!}的情況下，{\displaystyle R_{n}\,\!}的平方已經不能組成迴文數。例如：
```
      11111111111×1111111111      =      1234567900987654321
     111111111111×11111111111     =     123456790120987654321
    1111111111111×111111111111    =    12345679012320987654321
   11111111111111×1111111111111   =   1234567901234320987654321
  111111111111111×11111111111111  =  123456790123454320987654321
 1111111111111111×111111111111111 = 12345679012345654320987654321
11111111111111111×1111111111111111=1234567901234567654320987654321
...

```

雖然在{\displaystyle 9<n<19\,\!}的情況下，{\displaystyle R_{n}\,\!}的平方不能組成迴文數，卻有著固定的結構：
1. 如果{\displaystyle n=10\,\!}，前綴：123456790，後綴：0987654321
2. 如果{\displaystyle n>10\,\!}，前綴：123456790，中段：從1開始順序數數，直至得出{\displaystyle n\,\!}與9的差，再倒數至2，後綴：0987654321

## 循環單位質數
當{\displaystyle n}能被大於1的{\displaystyle k}整除時，{\displaystyle R_{k}|R_{n}}（例如{\displaystyle 111111111=111\times 1001001}），因此若{\displaystyle R_{n}}是質數，{\displaystyle n}必須是質數。
現在已知{\displaystyle n=2,19,23,317,1031}時，{\displaystyle R_{n}}是質數，而{\displaystyle n=49081,86453,109297,270343,5794777,8177207}的{\displaystyle R_{n}}則可能是偽素數，{\displaystyle R_{8177207}}是目前已知最大的可能質數。
| 號碼 | n       | 年份   | 發現者             |
| 1    | 2       | －     | －                 |
| 2    | 19      | －     | －                 |
| 3    | 23      | －     | －                 |
| 4    | 317     | 1978年 | Williams, Dubner   |
| 5    | 1031    | 1986年 | Dubner             |
| 6    | 49081   | 1999年 | Dubner             |
| 7    | 86453   | 2000年 | Baxter             |
| 8    | 109297  | 2007年 | Bourdelais, Dubner |
| 9    | 270343  | 2007年 | Voznyy, Budnyy     |
| 10   | 5794777 | 2021年 | Batalov, Propper   |
| 11   | 8177207 | 2021年 | Batalov, Propper   |